# Malerba (film 2018)
Malerba è un film del 2018 diretto da Simone Corallini.

## Trama
Un macellaio, Orazio, vive in una piccola cittadina marchigiana ed è una persona dedita solamente al lavoro e con una vita solitaria. Gabriele invece soffre per essersi isolato e continuamente attratto da Arianna.

## Distribuzione
Il film è stato distribuito nelle sale cinematografiche italiane a partire dall'8 novembre 2018.